# 劉繇
刘繇（156年—197年），字正礼，东莱郡牟平人（今山东省烟台市福山区西北），中国东汉末年政治人物，曾任扬州刺史，后改称为州牧，官拜振武将军。齐孝王刘将闾之子牟平共侯刘渫的后代，为兖州刺史刘岱弟。伯父刘宠為太尉。

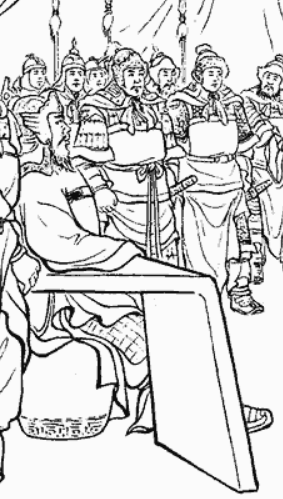
连环画《三国演义》（1957年版）中的刘繇画像

## 生平
刘繇是后汉皇室远亲，据《三国志》与《资治通鉴》載，伯父劉寵曾任宗正、司空、司徒、太尉，父亲劉輿（一名劉方）曾任山阳太守。19岁时因为堂叔刘韪被盗匪劫持为人质，刘繇将其救出而显名，推举刘繇官拜郎中。

### 清廉正直
後來遷任下邑長，因為拒絕權貴的請託而棄職逃離。又被州里徵辟，巡行至濟南，濟南相是中常侍之子，劉繇發現他貪贓枉法，於是立即將其奏免，亦因此事獲得為官铁面清廉而深受好评。
平原人陶丘洪向刺史舉薦其為茂才，刺史說：「去年已經舉薦了公山（劉繇兄劉岱），怎麼現在又要舉薦正禮（劉繇表字）呢？」陶丘洪說道：「如果使君您舉薦公山在前，提拔正禮於後，這正是所謂的在長途中駕馭二龍，使千里馬馳騁，這難道不可以嗎！」，爾後当时乡间亦流传只要能得到刘岱与刘繇，就等同得到了龙与麒麟一样。
不久，劉繇被司空府徵辟為掾屬，除任侍御史，劉繇都未到任，繼而在淮浦躲避戰亂。

### 逆拒袁術
興平元年（194年），功绩深得当时朝廷重视，於是朝廷任命刘繇代替已身亡的陳溫接任扬州（与今日之扬州市无关）刺史。本来扬州刺史的驻地在江北的寿春，但当时政局混乱，淮南一带已是自称扬州刺史袁术的势力范围，孙策的舅舅吴景和堂兄孙贲奉袁术之命将刘繇迎接到江南的曲阿（今江苏省丹阳市），刘繇才得以在扬州立足。袁术为了拉拢刘繇，承认其为扬州刺史，自己不再自称。
由於刘繇逐漸畏懼袁术及孫氏勢力的擴張，因此驅逐与袁术关系不错並作為孫氏宗親的吴景和孙贲，對此袁术自命惠衢為扬州刺史，派吴景、孫賁合攻刘繇麾下的张英，但一年多還未攻下來。

### 不敵孫策
興平二年（西元195年），朝廷遣使任命加晉劉繇為州牧，振武將軍，眾數萬人，刘繇命张英、樊能与东渡而来的孙策军对抗，刘繇手下有人建议该以太史慈为大将军来抵抗，但刘繇不識太史慈能力，又怕许劭笑他不会用人，只派太史慈做侦查工作。
劉繇命張英、樊能與渡江而來的孫策軍對抗，但是不敵孫策的大軍而敗。
之後劉繇親自領軍與孫策對抗，但也因中計而大敗，太史慈被孫策俘虜後降伏於孫策麾下。

### 退守豫章
劉繇軍為孫策所敗後，劉繇欲逃到會稽，许劭分析說:「會稽富裕，必成孫策的目標，而且地處海隅，沒有外援，不可前往。不如前往豫章，北連豫壤，西接荊州。若然收合吏民，遣使到朝廷貢獻，與曹兖州（曹操）相聞，雖有袁公路隔在其間，其人豺狼，勢力不會持續很久的。足下受王命，曹孟德、劉景升必相救濟。」（今江西省南昌县一带），並與劉表聯合對抗袁術。劉繇接受其建議，遂泝江南保豫章，駐彭澤。

### 討伐笮融
適逢原任豫章太守周術病歿，诸葛玄（諸葛亮的叔父）被袁术上表任命为豫章郡太守，但汉室朝廷却任命朱皓（朱儁之子）为太守，导致为争夺豫章太守而有多次冲突。
刘繇后来出兵协助朱皓，将诸葛玄赶回襄阳刘表身边。劉繇派笮融增援，許劭提醒說：「笮融出兵是不顧名義之人，朱皓以誠待人，恐有不測，應提醒朱皓小心提防。」劉繇沒聽取其意見，笮融果然诱杀朱皓取豫章。
於是刘繇討伐笮融，首战被笮融击破，很快刘繇再次召集所属各县人马，笮融敗走入山，為民所殺。
朱皓已死，朝廷再任命平原人華歆為豫章太守。

### 病重身亡
建安二年至建安三年間（197年～198年），刘繇因病重而死，享年42岁，不久華歆代表吏民部眾獻降孫策。
孙策后来将刘繇安葬在其故乡东莱郡牟平，并且带回其遗孤善待。后世人认为这是因为刘繇是汉皇族的人，为拢络其势力而故意这样做，但也有些人认为这是因为刘繇生前因为清廉而有威望所致。

## 文学形象
雖然品德清廉正直但昏庸無能，完全沒有任何判斷形勢與戰況的智慧，故諸葛亮在《後出師表》中把劉繇歸類為庸碌的廢材，要劉禪引以為戒。
在小說《三國志通俗演義》被孫策打敗後與笮融逃去豫章直屬劉表，嘉靖本加註描寫兩人之後成為賊寇四處掠奪，被平民殺死。

## 家庭

### 先輩
- 劉本（一作劉丕[4]），皇室名儒，號“通儒”，曾任平原郡的般縣縣長。[5]
  - 劉寵，伯父，太尉。
  - 劉輿，父親，山陽太守，一名劉方。
  - 劉韙，堂親，因罪受罰。

### 兄長
- 劉岱，兗州刺史。

### 子嗣
- 刘基，光祿勳。
  - 劉氏，劉基女，孫霸妻。
- 刘铄，官至骑都尉。
- 劉尚，官至骑都尉。

## 部下
- 許劭，漢末名士。曾勸劉繇提防笮融。劉繇兵敗後認為富裕的會稽將是孫策下個目標，建議劉繇改屯兵豫章，聯合劉表再戰，不久病死。
- 薛禮，故彭城相，屯秣陵。與笮融共舉劉繇為盟主，被笮融殺害。《演義》中為劉繇謀士，中孫策詐死之計，死於亂兵中。
- 笮融，故下邳相，先依靠薛禮，後舉劉繇為盟主。先後殺害薛禮、朱皓，被劉繇討伐，逃入山中為平民所殺。《演義》中與薛禮同為劉繇謀士。
  - 于茲，笮融部將。笮融中孫策詐死之計，派于茲率軍攻擊，被孫策出軍殺敗。
- 朱皓，漢名將朱儁之子，豫章太守。驅走袁術所任豫章太守諸葛玄，劉繇派笮融增援時，笮融將朱皓殺害。
- 于糜、樊能，劉繇部將，屯橫江。《演義》中于糜與孫策單挑被生擒挾死，樊能從後追趕，被孫策大喝倒於馬下摔死。
- 張英，劉繇部將，駐守長江當利口，袁術軍攻打數年也不能攻下。《演義》中張英中了孫策埋伏，被陳武斬殺，陳橫被蔣欽一箭射死。史书对刘繇部将陈横的记载为衍文。
- 太史慈，太史慈義救孔融後，南投劉繇，可是劉繇認為用太史慈會為許劭所笑，只用他作斥侯，偵察孫策虛實。
- 華歆，朝廷派遣華歆接替朱皓為豫章太守，劉繇死後餘眾欲推舉華歆為主，華歆以漢臣不應私自任命而拒絕。孫策平江東後，派虞翻遊說華歆支持，華歆率眾歸孫策。
- 孫邵，故孔融功曹，孔融投曹操後，跟隨劉繇下江東。
- 是儀，本孔融部屬，避亂江東，南投劉繇。
- 滕耽、滕冑，兄弟為北海人，與劉繇為世交，避亂南下投靠劉繇。劉繇敗後歸孫權，滕耽官至右司马，滕胄也因善于文笔，受孙权敬待，二者皆早亡，滕冑子膝胤為東吳名臣。[6]

## 评价
- 陶丘洪：“若明使君用公山于前，擢正礼于后，所谓御二龙于长涂，骋骐骥于千里，不亦可乎？”（《三国志·吴书四·刘繇太史慈士燮传第四》）
- 王朗：“刘正礼昔初临州，未能自达，实赖尊门为之先后。用能济江成治，有所处定。践境之礼，感分结意，情在终始。后以袁氏之嫌，稍更乖刺。更以同盟，还为仇敌，原其本心，实非所乐。康宁之后，常愿渝平更成，复践宿好。一尔分离，款意不昭，奄然殂陨，可为伤恨。知敦以厉薄，德以报怨，收骨育孤，哀亡愍存，捐既往之猜。保六尺之托，诚深恩重分，美名厚实也。”（《三国志·吴书四·刘繇太史慈士燮传第四》）
- 诸葛亮：“刘繇、王朗各据州郡，论安言计，动引圣人，群疑满腹，众难塞胸，今岁不战，明年不征，使孙策坐大，遂并江东。”（《三国志·诸葛亮传》注引《汉晋春秋》）
- 陈寿：“刘繇藻厉名行，好尚臧否。至于扰攘之时，据万里之士，非其长也。”（《三国志·吴书四·刘繇太史慈士燮传第四》）
- 司马彪：“岱、繇皆有隽才。”（《三国志·刘繇传》注引《续汉书》）
- 郝经：“繇亦宗英，材匪戡难。乃启孙氏，三辰肇判。遂俾昭烈，卒莫完汉。”（《续后汉书》）
- 田余庆：“至于刘繇本人，本非封疆之才，在江东既无治乱安邦长策，又乏强大后盾。他以儒生外镇，只是汉朝风化所被、正朔所行的一种象征，别无其他作用。”（《秦汉魏晋史探微》）

## 延伸阅读
[在维基数据编辑]
 《三國志/卷49》，出自陳壽《三國志》